# Edvard Grieg
Edvard Hagerup Grieg (15. juni 1843 – 4. september 1907) var en norsk komponist og pianist. Han er en af de få nordiske komponister, som har opnået verdensberømmelse. Blandt hans mest kendte kompositioner er musikken til Henrik Ibsens Peer Gynt og klaverkoncerten i A-mol (opus 16), hans eneste klaverkoncert. Den fik ikke stor anerkendelse blandt kunst- og musikeliten, da den først udkom i 1868, men den fik hurtigt stor folkelig succes, specielt i USA. Den verdensberømte pianist Artur Rubinstein har i et interview fortalt, at han ikke anså koncerten som værende af væsentlig betydning, lige som de fleste i begyndelsen af 1900-tallet. Men han skiftede mening efter en middag med komponisten Sergej Rachmaninov, der roste den som den nok bedste klaverkoncert. A-mol-koncerten fik urpremiere i København i Casinos store sal. Grieg donerede penge fra koncerten til opførelsen af Unitarernes Hus på Østerbro.
Grieg blev i 1858 optaget på Leipzigkonservatoriet, hvor han studerede i fire år.
Edvard Grieg var gift med sin kusine Nina Hagerup Grieg, der var en kendt og respekteret koncertpianist og sangerinde. Han komponerede bl.a. sin klaverkoncert under en ferie hos sine svigerforældre i Søllerød. Et andet af hans populære værker, "Bryllupsdag på Troldhaugen", skrev han i 1892 til sin hustru, da parret fejrede sølvbryllup i deres hjem Troldhaugen. Om aftenen satte Grieg sig til flyglet og spillede denne hyldest til sit ægteskab.

## Liv og gerning
På fædrene side havde Grieg skotske aner tilbage til MacGregor-klanen (gælisk Mac Griogair), som havde mistet sine landområder og til tider var fredløse. I 1603 indførte kong James VI dødsstraf for at bære MacGregor-navnet,[kilde mangler] og klanmedlemmerne tog navn som Grig, Greig og lignende.
Edvards oldefader Alexander Greig (1739–1803) kom til Bergen i 1770, hvor han hurtigt opbyggede en virksomhed med tørfisk- og hummereksport. Han fik norsk statsborgerskab i 1779 og ændrede da skrivemåden af navnet til Grieg, angivelig fordi den norske udtale lå nærmere den skotske udtale af Greig. Alexander var en tid britisk vicekonsul i Bergen, og hans søn og sønnesøn, det vil sige Edvards bedstefar og fader, var britiske konsuler, mens de fortsatte handelsvirksomheden.
Edvard Griegs farfar John giftede sig med Marie Regine Haslund, datter af den danske violinist Nils Haslund, som i 1770 blev leder af Musikselskabet Harmonien. John spillede i orkesteret og var den første af en lang række familiemedlemmer, som gjorde sig gældende i Bergens musikliv.
Også på mødrene side havde Edvard danske aner, men langt tilbage via den kendte Kjeld Stub (1607–1663).
Edvards Griegs morfar - og Nina Hagerups farfar - var stiftsamtsmand i Bergen og velstående og indflydelsesrig. Da Edvard Griegs mor, Gesine, var musikalsk begavet, sendte hendes forældre hende til Altona, som den gang var dansk, for at studere hos den tyske komponist Albert Methfessel. Hjemme i Bergen optrådte hun som pianist og akkompagnatør og var byens bedst betalte klaverlærer. Hun skrev også digte og skuespil og arrangerede ugentlige musikaftener, hvor instrumentalværker og dele af operaer blev opført.
En af Gesines søstre var gift med Ole Bulls broder, så Ole Bull havde en fjern og indgiftet relation til familien.

### Barndom og ungdom
Alexander og Gesine Grieg havde fem børn. Edvard var nummer fire i rækken. Han voksede op i Strandgaten 152 i nærheden af Fisketorget og Tyskerbryggen. Huset blev ødelagt ved en eksplosion den 20. april 1944 og området ombygget. Der er en mindeplade der, hvor Griegs barndomshjem lå.
Fra seksårsalderen fik han regelmæssig klaverundervisning af sin moder. Ni år gammel gjorde han sine første kompositionsforsøg, men de endte i papirkurven. Fra ungdomsårene er der bevaret flere klaverstykker, som er med i hans Samlede værker.
Efter grundskolen begyndte han i 1853 på Tanks skole. Han var ikke nogen udpræget flittig elev, men tog sig sammen og klarede sig godt i de fleste fag. En gang han tog nogen af sine kompositioner med på skolen, skal han være blevet mødt med hån og afvisning:
«Læreren [...] grep meg i luggen så det sortnet for øynene, og snerret barskt: En annen gang tar han det tyske leksikon med som han skal, og lar slikt juks bli hjemme.»
Sommeren 1858 fulgte han faderen til Østlandet. Den unge Grieg var nu for alvor begyndt at tænke på at blive musiker. Det, som afgjorde spørgsmålet, var det første møde med "filleonkelen" Ole Bull samme år. Da Bull hørte Edvard spille nogle af sine egne kompositioner på klaver, blev Ole Bull og forældrene enige om, at han skulle til Leipzig for at studere musik.

### Ophold i Leipzig
I efteråret 1858 begyndte Grieg på musik-konservatoriet i Leipzig. Her mødte han studenter fra flere lande. Den danske C.F.E. Horneman blev en god kammerat. Senere omtalte han Grieg som en "genial studiefælle, en vild, ubændig kammerat med et lyst hoved og et varmt hjerte".
Mendelssohn og Schumann havde været vigtige personer i byen, og Grieg værdsatte specielt Schumanns arbejde med at skabe accept for nye musikalske strømninger i det traditionsbundne musikmiljø. Også Schumanns poesifyldte musik tiltalte Grieg; særlig romancerne og klaverstykkerne.
Konservatoriestudenterne havde gratis adgang til det berømte Gewandhaus-orkesterets generalprøver, og Grieg mente selv, at al musik, han hørte her, særlig orkester- og kammermusikken, var erstatning for manglende kompositionsteknik ved konservatoriet. Grieg indrømmede imidlertid også, at han ikke studerede særlig ivrigt til at begynde med. Dette ændrede sig efterhånden, som han så, at medstudenterne begyndte at blive bedre end han selv. Edvard arbejdede nu flittigt. 18 år gammel blev han udeksamineret og fik rosende omtale af sine lærere.
Mens han studerede i Leipzig, pådrog Grieg sig en alvorlig lungehindebetændelse (pleuritis). En lunge blev sat ud af funktion, hvilket førte til åndedrætsbesvær ved store anstrengelser. Grieg ønskede imidlertid at fuldføre sine studier og returnerede til Leipzig efter rekonvalesens i Bergen. Han blev ledsaget af sin broder John, som studerede cello ved konservatoriet.
Grieg fik efterhånden et anstrengt forhold til musikmiljøet i Leipzig. En grund var, at han mente, at hans musik blev dårligt modtaget. Det er muligt, at han blot havde den berygtede kritiker Eduard Bernsdorf i tankerne. Denne præsterede både at rakke ned på Griegs g-moll-strygekvartet og at underkende den 2. symfoni af Johannes Brahms. Imidlertid blev både Griegs Peer Gynt-suite nr. 1, op. 46, og hans ufuldførte opera om Olav Tryggvason mødt med jubel i Leipzig.
Også senere i livet udtalte Grieg sig ofte nedsættende om konservatoriet og dets lærere. Nyere forskning har imidlertid påpeget, at han med dette giver et nok så unuanceret og subjektivt billede af de kunstneriske forhold i Leipzig.

### Fra Leipzig til hjembyen
På vej hjem debuterede Grieg som pianist i Karlshamn i Sverige den 18. juni 1861. Her spillede han blandt andet Kreisleriana, op. 16, af Robert Schumann, Capriccio brilliante i h-moll, op. 22, af Felix Mendelssohn-Bartholdy og nogle koncertetuder af sin lærer Ignaz Moscheles.
I foråret 1862 var Grieg tilbage i Bergen og gav sin første offentlige koncert i Norge den 21. maj. Her blev der blandt andet fremført tre satser af en strygekvartet, som han skrev i Leipzig, og som senere gik tabt. Modtagelsen var positiv, og Grieg ønskede at studere videre, men faderen havde ikke råd til at finansiere flere studier. En ansøgning om et statsligt stipendium blev afslået, og Grieg måtte bedrive selvstudium hjemme i Bergen et års tid. Men bergenmiljøet havde beskedne impulser at tilbyde den vordende komponist, og han ønskede sig intenst ud. Det endte med, at faderen gav ham et lån, og som Edvard selv skriver: "en ubestemmelig lengsel drev meg mot København ...".

### København
I foråret 1863 ankom Grieg til København, som på den tid havde et stort kunstnermiljø. Han havde også kontakter her – hans gamle ven Emil Horneman og slægtninge i familien Hagerup boede i København. Sansen for folkemusikken var vækket i de nordiske lande. I Danmark var Niels W. Gade og J.P.E. Hartmann centrale. Gade opfordrede Grieg til at skrive en symfoni, og det lod han sig ikke sige to gange.
I København modtog han vigtige musikalske impulser gennem bekendtskabet med Rikard Nordraak som trods beskeden musikuddannelse allerede havde fundet sin egen kompositionsstil. Tidsånden og kontakten med Nordraak bidrog til, at Grieg begyndte at arbejde med at kombinere folkemusikalske træk med kunstmusikalske teknikker.
I 1864 grundlagde Grieg sammen med blandt andre Horneman musikselskabet "Euterpe", som havde til formål at fremme ny nordisk musik. Grieg skrev nu de fire humoresker, op. 6, som var hans første udgivne komposition inspireret af norsk slåttemusikk. Med dette værk begyndte Grieg sin vej som stilfornyer i nordisk musikliv.

### Omflakkende år
I oktober 1866 rejste han til Christiania, hvor han fik et toårs engagement som leder af Det Philharmoniske Selskab. Til trods for modstand fra familierne giftede han sig i 1867 med sin kusine Nina Hagerup. Deres eneste barn, datteren Alexandra, født 1868, døde 13 måneder gammel. I 1869/70 opholdt han sig i Rom med støtte fra norske stat efter anbefaling fra Franz Liszt. Her traf han blandt mange andre kunstnere også Andreas Munch, Henrik Ibsen, den danske komponist Niels Ravnkilde og Giovanni Sgambati, vidunderbarn på klaver og senere komponist. I Rom blev han personlig bekendt med Franz Liszt, som udtalte sig rosende om Griegs musik. Liszt spillede hans nye a-mol koncert a prima vista for publikum og gav lovord om stykket.
1871/72 var Grieg med på at skaffe hovedstaden en fast orkesterinstitution, Musikforeningen. Den repræsenterede et forstadium til det, som blev Oslo-Filharmonien. Grieg var inde i en produktiv periode præget af samarbejde med Bjørnstjerne Bjørnson. Han skrev blandt andet scenemusik til sagadramaet Sigurd Jorsalfar og udformede den store sagamonolog Bergliot som melodrama. Værkerne blev publiceret som opus 22 og 42.
Fra 1874 levede Grieg som fri kunstner på Stortingets kunstnerløn. Samarbejdet med Bjørnson om den planlagte nationalopera  Olav Trygvason, op. 50, løb ud i sandet, til dels fordi Bjørnson mistede interessen og trods mange henvendelser fra Grieg ophørte med at sende mere tekstmateriale. Da Ibsen henvendte sig til Grieg for at få ham til at skrive scenemusik til en fremførelse af Peer Gynt, slog Grieg til, selv om han omtalte stykket "som det mest umusikalske av alle sujetter", sandsynligvis fordi betalingen på 200 Speciedaler fristede. Omkring århundredeskiftet var Peer Gynt med Griegs musik blevet en enestående succes på verdensplan. I Tyskland skal stykket være blevet opført over 5.000 gange før 1. verdenskrig, selv om anmeldelsen efter premieren i Berlin var lunken.
I efteråret 1875 døde forældrene med blot tre ugers mellemrum, et slag som Grieg bearbejdede kompositorisk i g-mol-balladen, op. 24, hans mest omfattende pianokomposition. Nogen år tidligere havde Edvard og Nina mistet deres eneste barn, Alexandra. Hun døde af hjernebetændelse (encefalit), blot et år gammel.
Forholdet mellem ægtefællerne var ikke altid det bedste. Grieg ønskede at komme væk fra det hektiske koncertliv, også for at komponere mere. Han valgte at tilbringe sommeren på den afsides liggende gård Øvre Børve i Ullensvang, hvilket Nina, som var vokset op i en storby, ikke var særlig begejstret for. I vinterhalvåret begyndte også Edvard at mistrives på gården, og begge flyttede ned til Lofthus, hvor Edvard fik opført en komponisthytte, som folkeviddet gav navnet "Komposten". Det var her, at han begyndte på strygekvartetten i g-mol, op. 27, og Album for mannssang, op. 30. Men han følte sig snart isoleret i Hardanger, og den rastløse Grieg rejste ud på ny.
De næste år foretog kunstnerparret en række koncertrejser gennem hele Europa. Fra 1880 til 1882 var han dirigent for Musikkselskabet Harmonien i Bergen. Arbejdet slet på helbredet, og efter et kurophold i Karlsbad tilbragte de igen en sommer i Lofthus. Her tog han fat på arbejdet med cellosonaten i a-mol, op. 36, som han tilegnede broderen John.
Tidligt i 1880'erne kom Grieg i en midtlivskrise. Komponeringen gik trægt, og han følte, at han var i færd med at stagnere kunstnerisk. Cellosonaten var for eksempel præget af at han fulgte i gamle spor, og et forsøg på at skrive en ny klaverkoncert, denne gang i h-mol, måtte opgives. Forholdet til Nina skrantede igen, og i 1883 rejste Edvard sin vej for at opsøge den unge malerinde Leis Schjelderup, som han havde mødt i Hardanger. Hun boede i Paris, men dertil kom han ikke. På rejsen gennem Nederlandene og Tyskland gav han en række koncerter, og undervejs formåede vennen Frants Beyer at opnå forsoning mellem Edvard og Nina. Tilbage i Lofthus skrev Grieg Holberg-suiten.
I 1881 fik han nej til at fremføre Mozarts rekviem i Nykirken i Bergen, fordi kirken skulle bruges til gudstjenester, ikke til koncerter, og desuden var Mozarts rekviem katolsk musik.

### Troldhaugen til og fra
Grieg ønskede nu et fast punkt i tilværelsen og købte i 1884 en grund på Hop i Bergens sydlige udkant. Her fik han opført Troldhaugen. Men Grieg var stadig rastløs af udlængsel. Endvidere havde bygningen kostet penge, og økonomien var stram. En lang og vellykket koncertturne i efteråret 1885 genoprettede økonomien. I efteråret 1887 fulgte en ny rejse, hvor han i Leipzig mødte Brahms og Tjajkovskij, som begge talte varmt om hans musik. Men rejserne gik ud over helbredet. Grieg opsøgte stadig kurbade og nye læger i et forgæves håb om at få det bedre.
Grieg engagerede sig stærkt både mod Ruslands tsarvælde og behandlingen af Alfred Dreyfus, og han markerede tydeligt sit standpunkt ved at afslå at dirigere sine egne værker i Paris i 1899. Det vakte forargelse blandt franskmændene, hvad han fik at føle, da han gav koncert i Paris i 1903: "Jeg blev da også mottaget af en Klik blandt de 3.500 Mennesker med en Piben og Skrigen, så jeg ganske roligt lagde Taktstokken ned, steg ned fra Dirigentpulten og ventede ved Siden af den." Han og Nina måtte eskorteres af politiet tilbage til hotellet, og Claude Debussy skrev en elendig anmeldelse.
Da Festspillene i Bergen første gang blev arrangeret i 1953, var de tydeligt inspireret af Griegs første musikfest i 1898. Den første nordiske musikfest var afholdt i København i 1888; den næste i Stockholm i juni 1897, og så en musikfest i forbindelse med den store landsudstilling i Bergen i 1898. Edvard Grieg stod for planlægningen af musikfesten og inviterede det nederlandske Concertgebouw-orkester. Da komiteen derimod ønskede et norsk orkester, skabte Griegs valg en stor fejde i pressen. Især kom han i konflikt med Johannes Haarklou. Men da Grieg satte sin stilling ind på valget, fik han sat sin vilje igennem.
I 1904 modtog han storkorset af St. Olavs Orden. Han var også æresdoktor i Oxford og Cambridge.

### Sidste sygdom og død
Fra 1903 fik han stadig flere luftvejsproblemer, og i løbet af foråret 1907 forværredes hans helbred betragteligt. Efter en usædvanlig våd sommer på Vestlandet blev tilstanden kritisk. Edvard Grieg døde den 4. september på Bergen Kommunale Sykehus. Under obduktionen blev det diagnosticeret et lungeemfysem som dødsårsag.
Bisættelsen var storslået, og titusindvis af mennesker dannede sørgeprocessionen. Edvard Griegs urne blev sat ind i en grotte ved Troldhaugen. Da Nina Grieg døde i 1935, blev hun bisat ved siden af sin ægtefælle.

## Værker
Griegs opusliste omfatter 74 værker. Dertil kommer mange værker uden opusnummer. Man mener, at streng selvkritik, dårligt helbred og et aktivt turnéliv må tage en del af skylden for den relativt lave produktion. Det er også antaget, at Grieg var afhængig af optimale forhold for at komponere, men det harmonerer ikke helt med beretningen fra Griegs danske ven Benjamin Feddersen, som skrev, at ikke en gang lyden af billardspil og -spillerne kunne aflede Grieg fra at komponere.
Grieg regnes for at være en nationalromantisk komponist med den norske folkemusik som vigtig inspirationskilde. Han opsøgte blandt andet den landskendte langeleikspilleren Berit Pynten i Valdres. Pynten blev ikke krediteret på Gries nodeblad. På lignende vis som de fem store komponister i Rusland med Mussorgskij i spidsen, skabte Grieg en syntese af elementer fra hjemlig folkemusik baseret på kvintharmonik og skarpt betonede danserytmer hentet fra slåttemusikken. Han vekslede gerne mellem funktionel og modal tonalitet - bearbejdet med satsteknikker fra højromantikken.
Hans mange kortere klaverstykker gjorde, at han blev regnet som "Nordens Chopin", et tilnavn som kan tilbageføres til den tyske dirigent Hans von Bülow. Det er tvivlsomt, om dette yder nogen af dem retfærdighed, for deres klaverkompositioner hviler på forskelligt grundlag med hensyn til genre, satsteknik, harmonisk avancement og formidling.

### Sange og romancer
Jeg elskede en ung pige, som havde en fantastisk stemme og en ligeså fantastisk formidlingsevne. Den pige blev min kone og min livsledsager til denne dag. For mig har hun været – jeg tør påstå det – den eneste sande formidler af mine sange.
Griegs kærlighed til Nina var kilden til hans romancer. Selvom hun ikke var alene om at fremkalde alle de 140 romancer, er det tydelig, at fra og med Hjertets melodier, op. 5, havde hun en klar indvirkning på sangenes endelige udformning.
I romancerne viser Grieg, at han forstår udtryksmulighederne i menneskestemmen. Han skaber også en balance mellem sangeren og akkompagnatøren, som kan sammenlignes med Schubert. I modsætning til Schubert står melodiføringen hos Grieg næsten altid i forgrunden. Akkompagnementet har sjældent en selvstændig rolle. De fleste af Griegs romancer er skrevet til strofiske tekster. Nogen har en varieret strofeform, mens meget få er gennemkomponerede.
Romancerne spiller på et bredt følelsesregister, og den enkelte romances grundstemning er umiddelbart let at gribe. Men indsigt i teksten er selvsagt nødvendig for en fuldstændig tilegnelse. Grieg selv klagede mange gange over oversættelser, som vildledte både sangeren og lytteren, så romancernes følelsesmæssige indhold blev vanskeligt at opfatte. Det gælder specielt for sangcyklussen Haugtussa, op. 67, med tekster af Arne Garborg.
Af hele Griegs sangproduktion er der én romance, som skiller sig ud. Det er Jeg elsker Dig af H.C. Andersen, op. 5 nr. 3. Allerede i Griegs tid var den så populær, at komponisten arrangerede den for piano solo (op. 41 nr. 3). I dag findes den bearbejdet for de fleste orkesterinstrumenter med klaver- eller orkesterakkompagnement, samt for harmonium (stueorgel) og forskellige typer kor. Sangen er imidlertid ikke udtrykkelig tilegnet Nina Grieg. Det er derimod Fire tyske dikt, op. 4.
Ved siden af Haugtussa regnes de seks tyske sange, op. 48, som et højdepunkt blandt Griegs romancecyklusser. Fra sidstnævnte kan man fremhæve Dereinst, Gedanke mein ("Jeg ved, min Tanke, ved"), hvor en enkel melodilinje sættes op mod en ekspressiv kromatisk akkordprogression.
I et europæisk perspektiv står Griegs romancer mellem Johannes Brahms, Modest Mussorgskij og Claude Debussy. Specielt romancerne efter Heinrich Heine knytter sig til Brahms. Her kan det nævnes Das alte Lied fra op. 4, "Hör' ich das Liedchen klingen" fra op. 39, samt "Gruß" fra op. 48. Lys nat fra op. 70, skrevet på en tekst af Otto Benzon, har derimod klare impressionistiske træk. Den underliggende melankoli i mange af Griegs romancer (ikke mindst i Haugtussa) kan man genfinde i Mussorgskijs cyklusser Uden sol og Dødens sange og danse.

### Klavermusik

#### Tidlig klavermusik
I Fire stykker for klaver, op. 1, fra 1861, dedikeret til pianolæreren Ernst Ferdinand Wenzel, røber Grieg, at hans rødder har fået næring fra den tyske højromantik, særlig fra Robert Schumann.
Griegs vigtigste tidlige klaverkompositioner er humoreskerne op. 6 og "Sonate", op. 7. Humoreskerne fra 1865 er den første publicerede komposition, som viser tydelige træk af norsk folkemusik (selv om folkemusikindflydelse kan spores så langt tilbage som til Tre klaverstykker, EG 105, fra 1860).
Sonaten - også den fra 1865- er Griegs første publicerede komposition, hvor han tager sonatesatsformen i brug. En ouverture og en strygekvartet fra studietiden er gået tabt, og en første symfoni i c-mol, som var tiltænkt opusnr. 3, ønskede Grieg ikke at få udgivet allikevel. Tonesproget i sonaten er knapt og koncist. Det er en selvbevidst komponist, som her præsenterer sit første modne værk i genren: Grieg signerer sin komposition, idet han bygger hovedtemaet i åbningssatsen på sine egne initialer E(dvard) - H(agerup) - G(rieg). Sammen med sit første kammermusikværk, violinsonaten i F-dur, op. 8, etablerede klaversonaten Griegs ry som sonatekomponist.
Fra et analytisk-musikhistorisk standpunkt er finalesatsen den mest interessante: Grieg bruger i gennemføringsdelen flere gange et åbent tritonusinterval både i melodiføring og i akkordprogression, hvilket var meget usædvanligt. Sonaten har i dag ikke helt fundet vejen til pianisternes repertoire. Men ikke mindst Glenn Goulds kontroversielle indspilning fra 1973 har bidraget til at forny interessen for Grieg som komponist af de såkaldte "store" former. Sonaten blev publiceret af forlaget Breitkopf & Härtel i Leipzig i 1866. En revideret udgave med en lidt kortere finale kom i 1887.

#### Lyriske stykker
Griegs sans for letfattelige og korte musikalske ideer viser sig tydelig i hans Lyriske stykker for klaver. Totalt skrev han 66 sådanne stykker som blev udgivet i ti hefter mellem årene 1867 og 1901 ved Peters forlag i Leipzig. Selv om det drejer sig om enkeltstykker, var de sat sammen således, at hvert hefte dannede en helhed, måske med undtagelse af "Bryllupsdag på Troldhaugen", som alene udgør 10 sider i op. 65 (mod 20 sider for de resterende fem stykker). Grieg tager tråden op efter Felix Mendelssohn-Bartholdy som med sine Lieder ohne Worte ("Sange uden ord") havde grundlagt genren. Ved siden af "Bryllupsdag på Troldhaugen" er "Arietta", "Troldtog", "Ensom vandrer", "Liten fugl", "Klokkeklang" og "Efterklang" blandt de mest kendte lyriske stykker.

#### Ballade
Balladen er Griegs største værk for piano solo. I 14 variationer over folketonen "Den nordlandske Bondestand" fra Valdres skrev han sig ud af sorgen over tabet af forældrene, ægteskabsproblemer og kunstnerisk stagnation. Balladen udgør en stor del af musikken til filmen What Price Immortality? med den svenske pianisten Staffan Scheja som Edvard Grieg.

#### Holbergsuite
Grieg fik bestilling på en kantate til 200-årsmarkeringen for Ludvig Holbergs fødsel. Kendskabet til bysbarnet Holbergs forfatterskab og ideer inspirerede Grieg til også at skrive en suite for klaver, som fik navnet Fra Holbergs tid. Suiten er bygget op efter barokt mønster med satserne "Preludium", "Sarabande", "Gavotte", "Air" og "Rigaudon". Om suiten skrev Grieg til Julius Röntgen: "Rent unntagelsesvis er det egentlig en god øvelse å skjule sin egen personlighet". Suiten gjorde umiddelbart stor lykke, og ikke længe efter arrangerede han den for strygeorkester med violin- og bratchsolo i sidste sats.

#### Norske folkeviser
Norske folkeviser for klaver, op. 66 (1896), indeholder 20 arrangementer af 18 melodier, de fleste samlede af Griegs ven Frants Beyer i Sunnfjord og Jotunheimen. Som sædvanlig for norske folketoner er musikken præget af "den dypeste melankoli, bare avbrutt hist og her av forbigående lysstreif". En av melodiene skrev Grieg selv ned på Skogadalsbøen sommeren 1891. Med en kurygg som skrivepult skrev han op den religiøse bånsull, som fik navnet "Gjendines bådnlåt" efter den unge sæterkvinde Gjendine Slålien, som sang vuggevise for et spædbarn samtidig som hun mælkede en ko.

#### Slåtter
Slåtter for klaver, op. 72, er bearbejdelser af hardingfeleslåtter efter den gamle mesterspillemand Knut Johannesen Dale som stod i traditionen efter Myllarguten og Håvard Gibøen. Slåtterne blev nedtegnede af Johan Halvorsen i løbet af 14 dage. Grieg lagde sig tæt op ad transkriptionerne: Højre hånd følger slåttemelodien og er teknisk krævende med forsiringer og rytmiske spidsfindigheder, venstre hånd harmoniserer melodien med udsøgte og komplekse akkordprogressioner. Stilen er helt anderledes end i Lyriske stykker og Norske folkeviser, krassere og mere direkte.
Slåtterne er blevet udsat for en del kritik: eftersom Halvorsen misforstod en del af det han hørte - for eksempel opfattede han ikke altid springarrytmerne rigtig og satte taktstregerne forkert- var de nedtegnelser, som Grieg byggede på, unøjagtige. Et ligesvævende stemt piano kan heller ikke gengive skalaerne med uligt intonerede toner således, som spillemændene bruger dem. Grieg blev i så henseende beskyldt for at have taget sig for mange friheder under tilpasningen. Dele af folkemusikmiljøet hævdede til og med, at Grieg havde skadet folkemusiksagen. Til dette må det siges, at Grieg ikke havde til hensigt at skrive folkemusik. Hans projekt var at bygge på folkemusikalske elementer indenfor kunstmusikkens rammer - han ønskede at lave "kunst etter internasjonal målestokk".

### Orkesterværker

#### Symfoni
Symfonien i c-mol, EG 119, fuldført i 1864, blev skrevet på opfordring af Niels W. Gade. Grieg dirigerede i hvert fald dele af værket ved forskellige anledninger, men det er muligt, at han aldrig fremførte første sats. Grieg ønskede heller ikke at udgive symfonien, da han mente, at den gav udtryk for en svunden Schumann-periode i hans liv. Han var også blevet kendt med Johan Svendsens første symfoni, som han muligvis holdt for at være bedre end sin egen. Dermed lagde han værket bort og skrev senere "Må aldrig opføres! E.G." på manuskriptets første side. Bergen Offentlige Bibliotek plejede alligevel at udlåne kopier af materialet, og det er derfor overraskende, at symfoniens første fuldstændige fremførelse i nyere tid ikke skete før 10. december 1980, da Vitalij Katajev opførte den med det Sovjetiske Statsradioorkester, i dag kendt som Tsjaikovskij Symfoniorkester. Bergen Offentlige Bibliotek bestemte sig derefter for at frigive materialet. Symfonien blev i en lettere retoucheret orkestrering opført ved Festspillene i Bergen i 1981. Der eksisterer nu en række pladeindspilninger af symfonien. Peters forlaget i Frankfurt/Main publicerede i 1984 et partitur, som imidlertid ikke er helt tro mod Griegs manuskript. Symfonien er også taget med i bd. 11 af Griegs Samlede verker.
Grieg selv hævdede, at han ikke behøvede mere end to uger for at skrive og orkestrere symfoniens førstesats. I et historisk-æstetisk perspektiv står værket mellem Robert Schumanns tredje og Johannes Brahms' første symfoni. Der findes schumannske træk specielt i anden og fjerde sats, mens koralsektionen i fjerdesatsen tydelig peger frem mod Brahms. Fra et musikteoretisk standpunkt er finalesatsen den mest interessante. Grieg giver satsen en form, som står mellem sonatesats og sonaterondo. Det mest bemærkelsesværdige er, at Grieg indfører et nyt tema i gennemførelsen, det vil sige i en formdel, som ellers er forbeholdt det motiviske arbejde med temaerne som er fremstillet i ekspositionsdelen.
Det er muligt, at symfoniens genopdagelse i 1980'erne mest var et mediefænomen, ikke en kunstnerisk begivenhed. Analyserne og omtalerne i musikhistorisk litteratur viser imidlertid, at Grieg måske var lige vel streng mod sig selv.
Blandt Griegs efterladte skitser findes der et udkast til et Symfonisk digt ved navn I forår, som måske var tænkt som hans andet forsøg i symfonigenren. Det er også muligt, at I forår skulle blive modstykket til koncertouverturen I høst, op. 11.

#### Klaverkoncert
Klaverkoncerten fra 1868 blev skrevet i Søllerød i Danmark under en af de mange rejser, han gjorde dertil for at drage nytte af klimaet. "a-mol-koncerten", som den ofte kaldes, er et af Griegs vigtigste værker og en af verdens mest spillede pianokoncerter. Uropførelsen skete i København den 3. april 1869 med Edmund Neupert som solist. Grieg kunne ikke være til stede og fik ikke oplevet den enestående succes. Eftersom værket blev så populært, fremførte Grieg det en række gange, og han foretog flere ændringer gennem årene, den sidste så sent som i 1907.
Åbningstonene A - A - G♯ - E er et typisk Grieg-motiv, som han brugte i mange af sine værker. Kompositionen viser tydeligt, at Griegs interesse for norsk folkemusik var blevet vækket, for eksempel i pianoets hallingrytmer.

#### Peer Gynt
I 1874 bestemte Henrik Ibsen sig for at lave en teaterversion af sit dramatiske digt Peer Gynt til opførelse i Christiania. Norges teatertradition på den tid var baseret på operetter og musikspil, men det var også almindeligt at opføre skuespil med scenemusik. Ibsen bad derfor Grieg om at komponere den. Den nye produktion havde premiere den 24. februar 1876 i Christiania Theater under ledelse af Johan Hennum. Den blev en umiddelbar succes og spillede mange aftener, indtil en brand ødelagde sættet og kostumerne.
For at give musikken liv uafhængigt af Ibsens drama, arrangerede Grieg to suiter for koncertopførelse med symfoniorkester, og disse to indeholder noget af hans mest slagkraftige orkestermusik.
Suite nr. 1 er antagelig den mest populære, med satserne "Morgenstemning", "Aases død", "Anitras dans" og "I Dovregubbens hall". I suite nr. 2 finder vi "Bruderovet", "Arabisk dans", "Peer Gynts hjemfart" og "Solveigs sang". En version, som også indeholdt "Dans av Dovregubbens datter", blev trukket tilbage efter en fremførelse den 4. februar 1893 med Gewandhaus-orkesteret i Leipzig.
Peer Gynt er et facetteret værk, som kan forstås på forskellige måder, eksempelvis som en satire, et moralstykke eller et eventyrspil. Griegs musik er kritiseret for at være for romantisk, og er af eftertiden nogen gange blevet beskyldt for at tilsløre Ibsens skildring af livsløgneren og undvigeren Peer: "Publikum kom til å elske det som den danske kritikeren Frederik Schyberg kaldte "den kåpe av stemning" som Griegs musikk kastet over "Ibsens haarde og beske skildring av løgneren, egoisten og selvbedrageren Peer"." Dette kan have noget at gøre med, at det i dag er de otte satser i de to suiter, som identificeres med Peer Gynt musikken. Hele Gynt-musikken omfatter derimod op til 32 numre, afhængig af hvilket partitur som vælges. Og råskaben i "Nattscenen" og den underfundige erotik i "Peer og seterjentene" hører til det ypperste, som Grieg har komponeret.
Koret til "I Dovregubbens hall", som Grieg af forståelige grunde måtte sløjfe i suiten, synes at tilføje musikken noget uhyggelig og truende, som ikke kommer til overfladen i orkesterversionen. Følgende udtalelse knytter sig til nummeret "Dans av Dovregubbens datter":
«… Og så har jeg gjort noe til Dovregubbens hall, som jeg bokstavelig ikke kan tåle å høre på, slik som det klinger av kukaker, av norsknorskhet og segselvnokhet! Men jeg venter meg at ironien skal kunne føles. Især når Peer Gynt etterpå mot sin vilje nødes til å si: 'Både dansen og spillet var katten klore meg riktig pent.'».
Grieg havde oprindelig tænkt at tage dette nummer med i suiten, men fandt ud af, at det kun hørte hjemme på teateret.
Et nogenlunde fuldstændig partitur kom med opusnr. 23 først ud efter Griegs død i 1908, udgivet af Johan Halvorsen ved Peters forlag i Leipzig. Mange andre komponister har før og siden sat musik til stykket, for eksempel August Söderman i 1870, Werner Egk i 1938 og Harald Sæverud i 1948. Sæverud skrev sin musik, som i dag stort set er glemt, til Hans Jacob Nilsens antiromantiserende opsæt på nynorsk. "Nå vil jeg altså prøve å sette opp Peer Gynt slik at Ibsens mening med stykket kommer frem. Det er såvidt jeg kan forstå en oppgave som bare ligger og venter på å bli løst.".

### Kammermusik
Grieg blev i København først kendt som sonatekomponist. Hans violinsonate i c-mol, op. 45, står i samme klasse som sonaterne af Johannes Brahms. Grieg selv betegnede sonaten som den "med den videre horisont". Indflydelsen fra folkemusikken og senromantisk satsteknik indgår i en tilnærmet perfekt balance. Indledningstakterne til åbningssatsen er grundlag for den tematiske udvikling i både første og anden sats. Dette er en teknik, som Grieg senere brugte igen i den ufuldførte klaverkvintet i B-dur, EG 118.
Den tyske musikencyklopædi Die Musik in Geschichte und Gegenwart regner g-mol-kvartetten som "en af de mest bemærkelsesværdige kammermusikalske kompositioner i 1800-tallet". Kvartetten baserer sig på romancen "Spillemænd" efter Henrik Ibsen og har et stærkt personligt, nærmest selvbiografisk præg; den er "et stykke livshistorie", som Grieg selv udtrykte det. Med dette værk tog Grieg skridtet fra at være musikalsk repræsentant for én nation til at blive en komponist med internationalt ry.
Han begyndte også på en strygekvartet i F-dur, EG 117 (1890/91). Ved hans død forelå nr. 2 i manuskript med to fuldførte satser og en del skitser for de to næste satser. Værket er forsøgt færdiggjort blandt andet af Julius Röntgen og Levon Chilingirian. Chilingirians udgave blev publiceret i 1998. 2002 kom A-R Editions med en praktisk udgave, som omfatter alen det, Grieg selv skrev. Denne udgave indeholder også urtekst versioner af klaverkvintetten, samt klavertrio i a-moll(?), EG 116.

## Priser og hædersbevisninger (udvalg)
- Æresdoktorat, University of Oxford
- Æresdoktorat, University of Cambridge
- 1904 - Modtager af Storkorset af St. Olavs Orden.
- 1905 - Medlem af det svenske Kungliga Musikaliska Akademien